# De Sluzejeva konhoida
De Sluzejeva konhoida je ravninska krivulja, ki jo je proučeval že leta 1662 valonski matematik René François Walter de Sluze (1622 – 1685). De Sluzejeva konhoida je samo ena izmed krivulj iz družine de Sluzejevih konhoid.

## De Sluzejeva konhoida v polarnih koordinatah
V polarnem koordinatnem sistemu je enačba de Sluzejeve konhoide 
{\displaystyle r=\sec \theta +a\cos \theta \,}.

## De Sluzejeva konhoida v kartezičnih koordinatah
V kartezičnem koordinatnem sistemu je enačba de Sluzejeve konhoide enaka
{\displaystyle (x-1)(x^{2}+y^{2})=ax^{2}\,}
De Sluzejeva konhoida ima asimptoto pri {\displaystyle x=1} (če a ni enak 0).
Ploščina med asimptoto in krivuljo je za {\displaystyle a\geq -1}
{\displaystyle |a|(1+a/4)\pi \,}
Kadar pa je {\displaystyle a<-1}, je ploščina enaka
{\displaystyle \left(1-{\frac {a}{2}}\right){\sqrt {-(a+1)}}-a\left(2+{\frac {a}{2}}\right)\arcsin {\frac {1}{\sqrt {-a}}}.}
Če je {\displaystyle a<-1}, ima krivulja zanko. Ploščina zanke je enaka
{\displaystyle \left(2+{\frac {a}{2}}\right)a\arccos {\frac {1}{\sqrt {-a}}}+\left(1-{\frac {a}{2}}\right){\sqrt {-(a+1)}}.}
Štiri krivulje v celi družini teh krivulj imajo svoja imena
- {\displaystyle a=0\,} je premica (asimptota)
- {\displaystyle a=-1\,} je Dioklesova cisoida
- {\displaystyle a=-2\,} je desna strofoida
- {\displaystyle a=-4\,} je Maclaurinova trisektrisa.